# Тамразян, Грачья Грантович
Грачья Грантович Тамразян (арм. Հրաչյա Հրանտի Թամրազյան, 5 декабря 1953, Ереван — 3 сентября 2016, там же) — армянский государственный деятель, поэт, филолог-переводчик, член Союза писателей СССР (1985), член-корреспондент НАН РА (2014).

## Биография
Сын Гранта Тамразяна (1926—2001), армянского советского литературоведа.
Окончил ереванскую школу им. Крупской (ныне имени Никола Агбаляна), в 1976 году — филологический факультет Ереванского государственного университета.
- 1977—1988 гг. — работал в Матенадаране им. Маштоца в качестве младшего, затем — старшего научного сотрудника,
- 1983 г. — защитил диссертацию и получил учёную степень кандидата филологических наук[1],
- 1988—1991 гг. — главным редактор в издательстве «Советский писатель»,
- 1991—1993 гг. — главный редактор в типографии «Наири»,
- 1991—1992, 1997—2007 гг. — генеральный директор типографии «Наири»,
- 1993—1995 гг. — начальник управления печати и информации при правительстве Армении,
- 1995—1997 гг. — министр информации Армении,
- 1999 г. — защитил докторскую диссертацию и получил учёную степень доктора филологических наук.

С июля 2007 года — директор Матенадарана им. Маштоца.
Член-корреспондент Национальной академии наук Армении (2014). Автор многочисленных монографий, научных статей и исследований, в большей мере связанными со средневековыми источниками, особенно в области изучения нарратива. Рассматривал творчество Григора Нарекаци как наивысший результат раннеармянского Возрождения. Также был известен своими поэтическими произведениями и переводами, в частности, стихов Сергея Есенина и Владимира Маяковского.

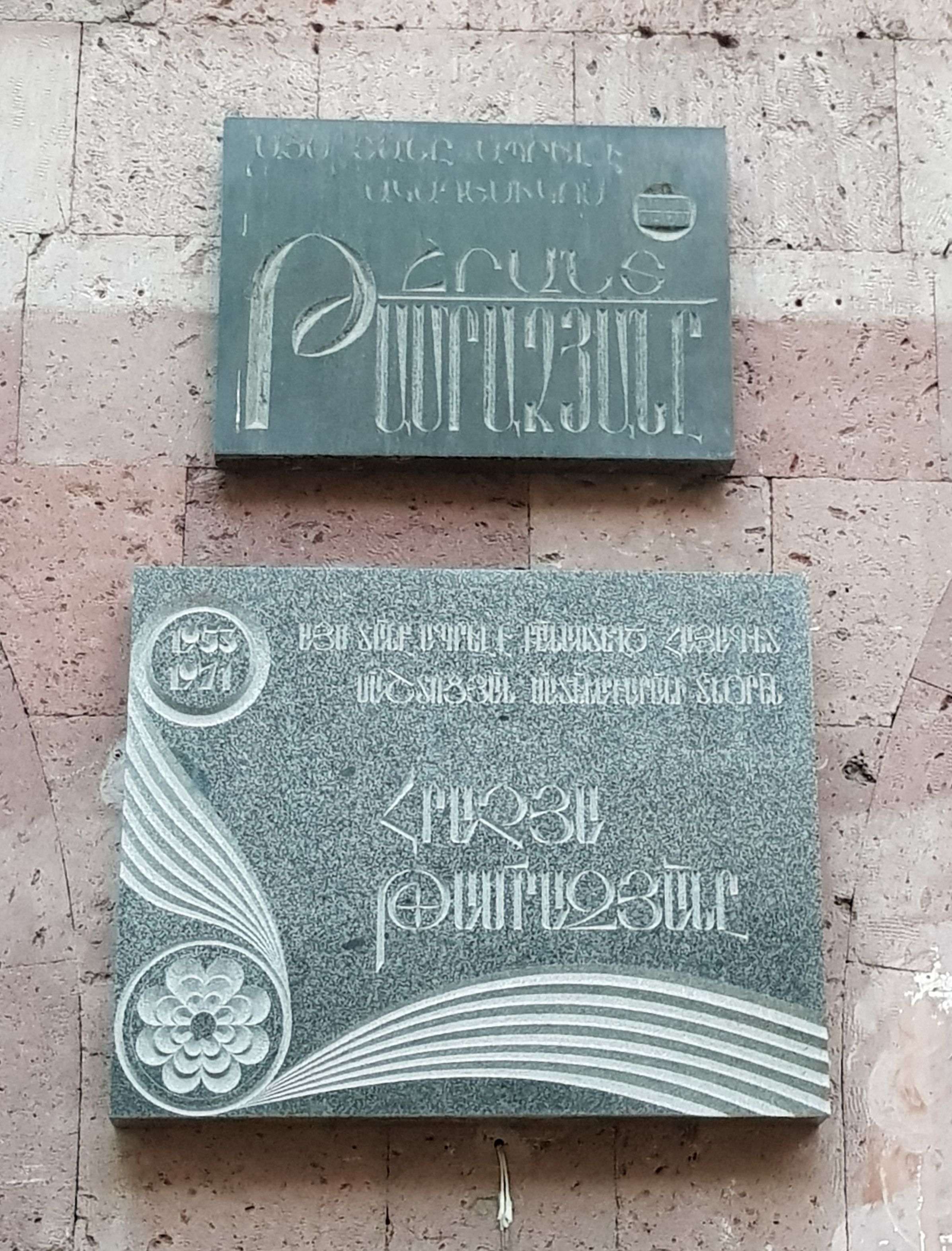
Мемориальные доски Грачье и Гранту Тамразьянам

На доме, где жил Тамразян в Ереване (ул. Теряна, 59), установлена мемориальная доска

## Произведения
- «Если скука знак жизни» (1983)
- «Стеклянный город» (1985)
- «Жизнь и письма Анания Ширакаци» (1986)
- «Остров голосов» (1989)
- «Новый календарь» (1991)
- «Радуга» (1993)
- «Обет молчания» (1996)
- «Осаждённая крепость» (1999)
- «Весёлая наука» (2001)
- «Гамлет» (2002)

## Награды и звания
- Медаль «За заслуги перед Отечеством» II степени (3 сентября 2011 года) — по случаю 20-летия независимости Республики Армения, за выдающиеся творческие достижения в области искусства и культуры[3].
- Премия президента Республики Армения (2012 год).
- Премия Межпарламентской Ассамблеи государств — участников СНГ имени Чингиза Айтматова (26 ноября 2015 года, Межпарламентская ассамблея СНГ)[4].